# 多瑙-伊波伊國家公園
47°46′N 18°57′E / 47.767°N 18.950°E

多瑙-伊波伊國家公園（匈牙利語：Duna–Ipoly Nemzeti Park）是匈牙利的國家公園，位於該國北部，橫跨布達佩斯、佩斯州、科馬羅姆-埃斯泰爾戈姆州和費耶爾州，始建於1997年，面積603平方公里。

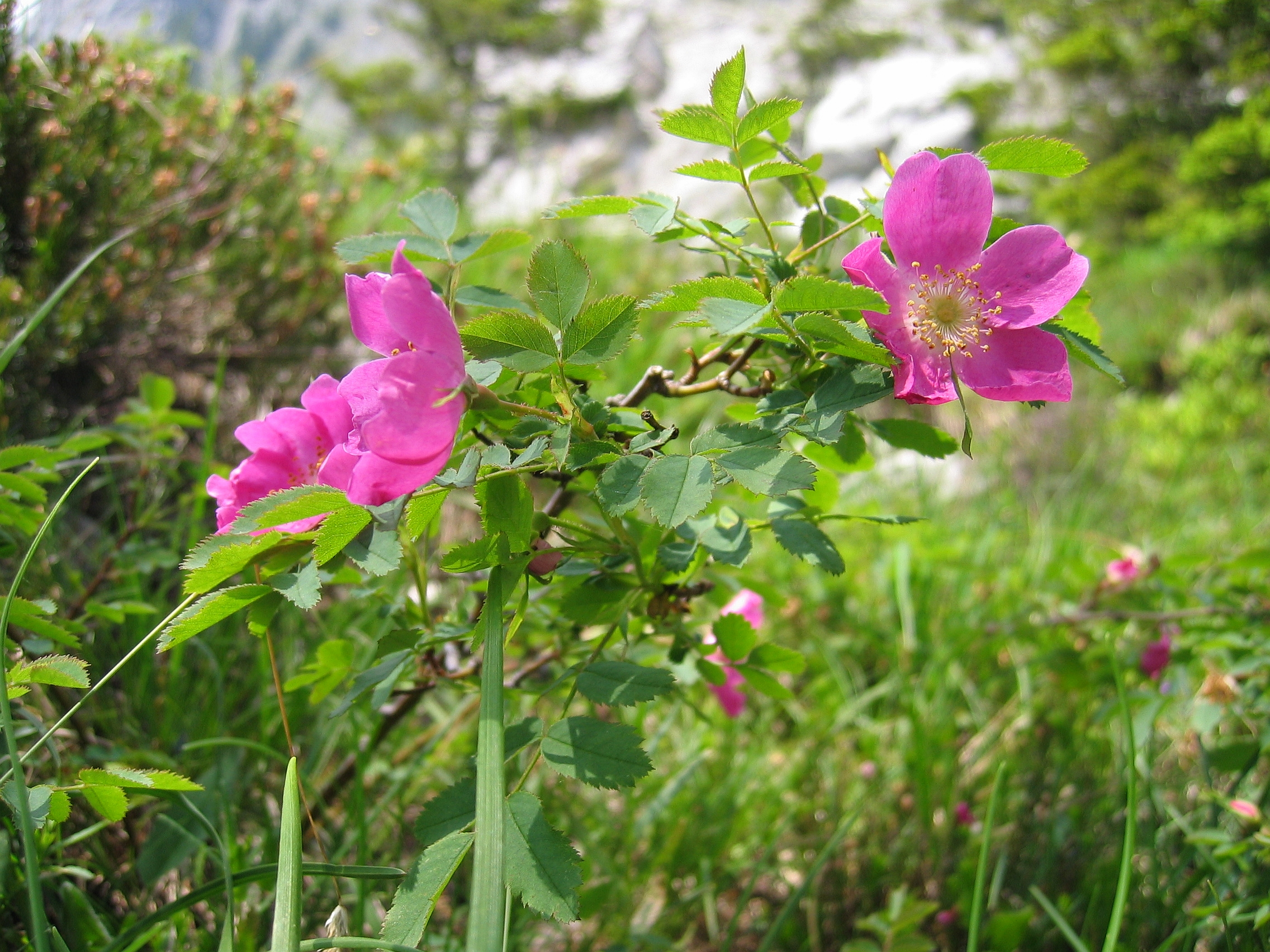
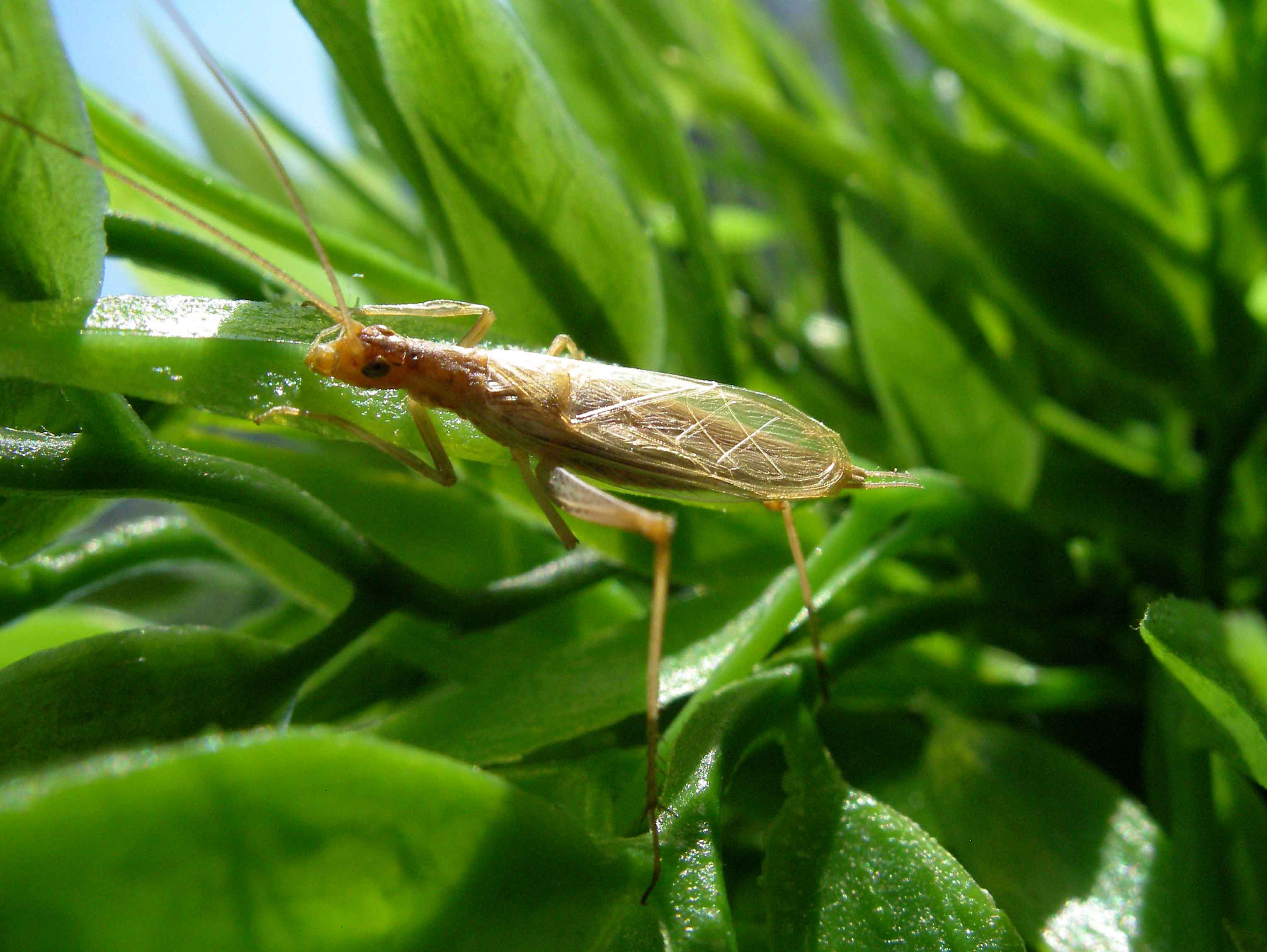
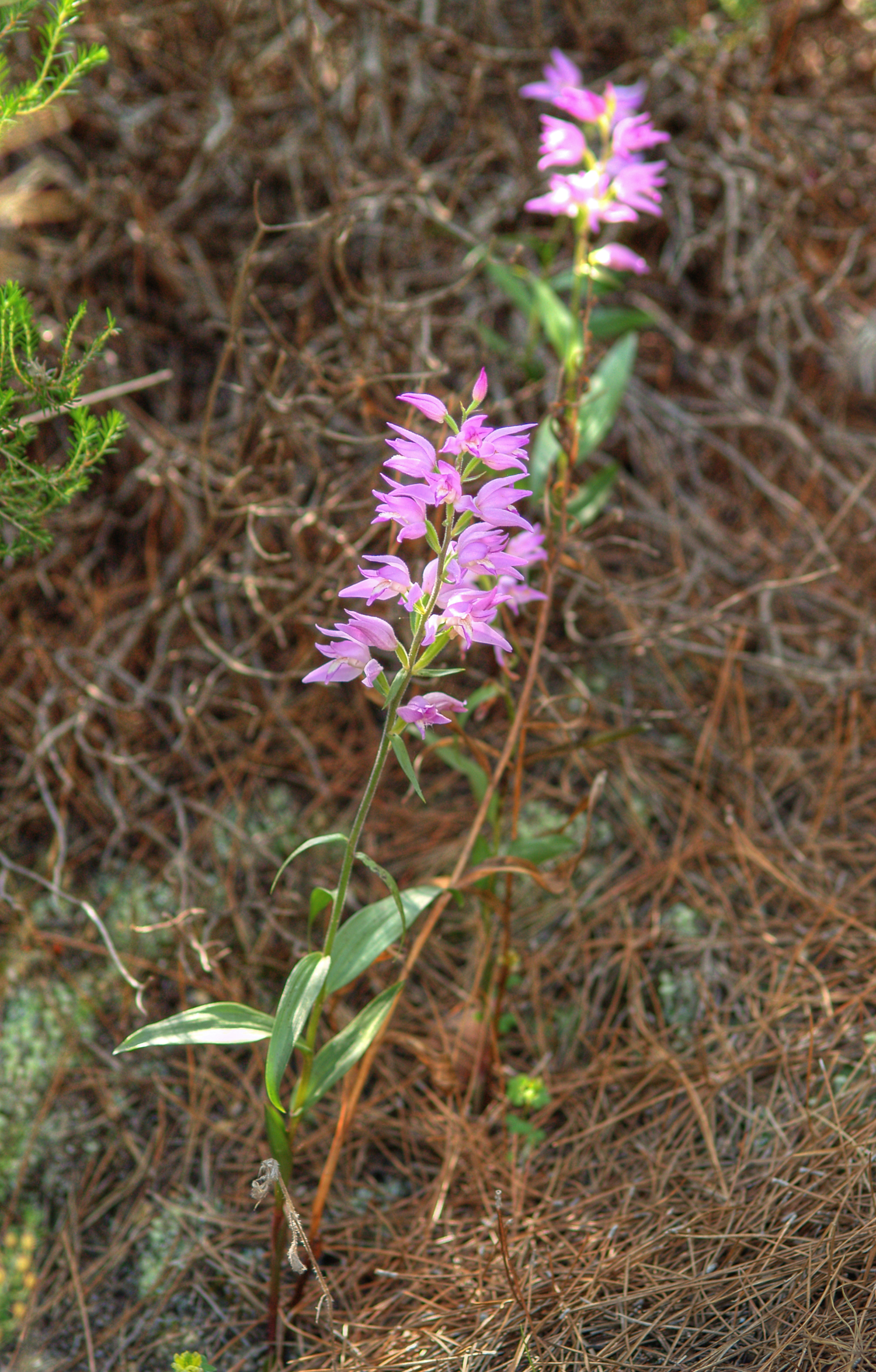
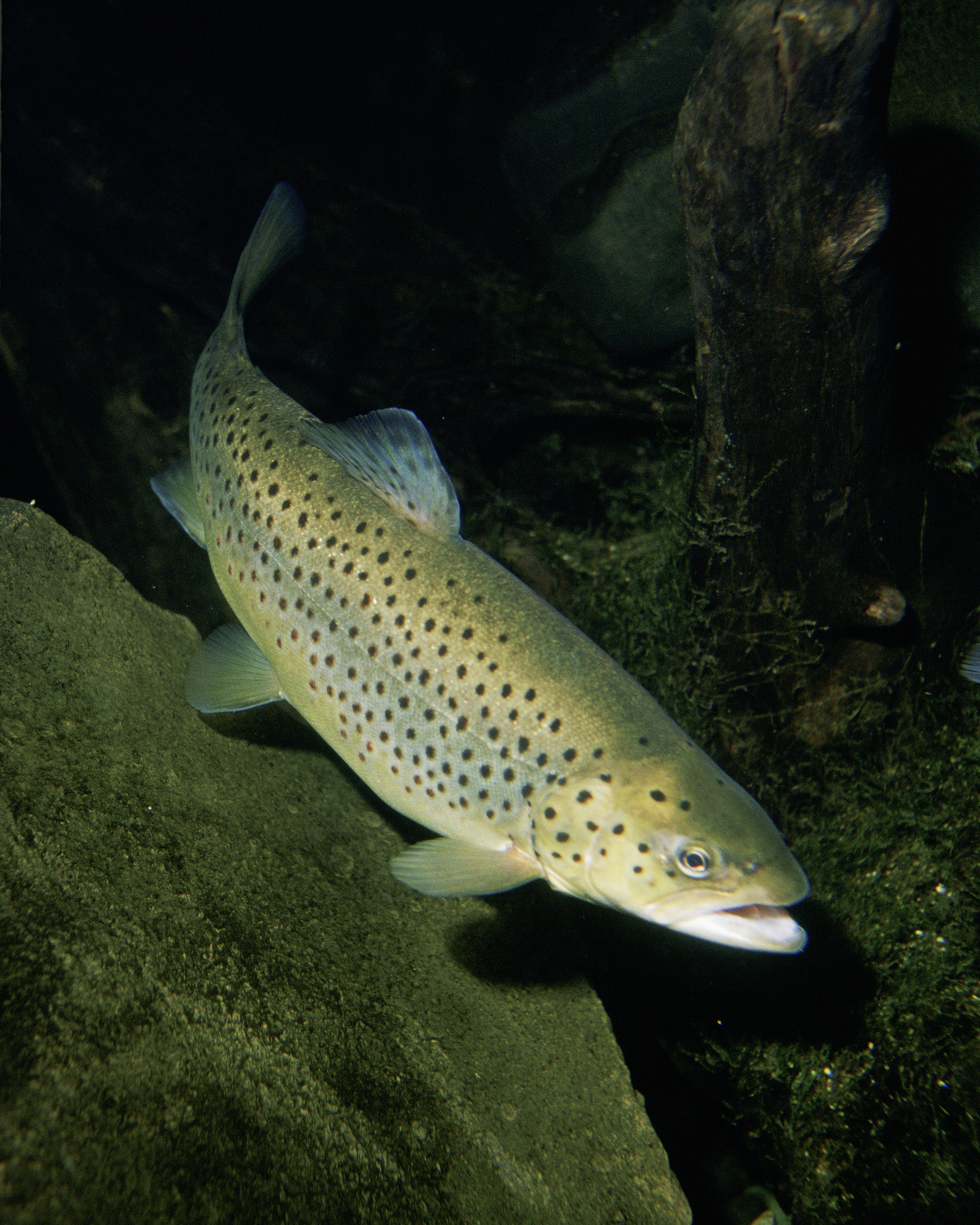
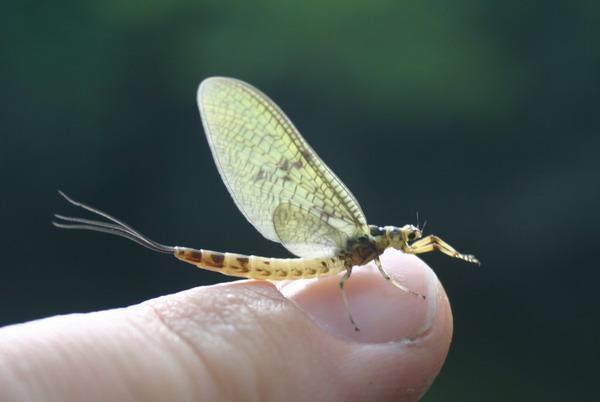
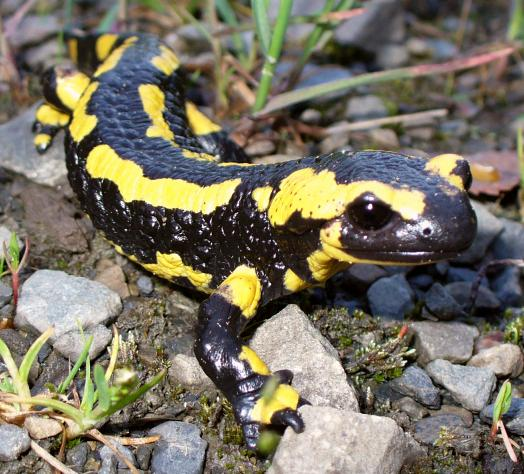
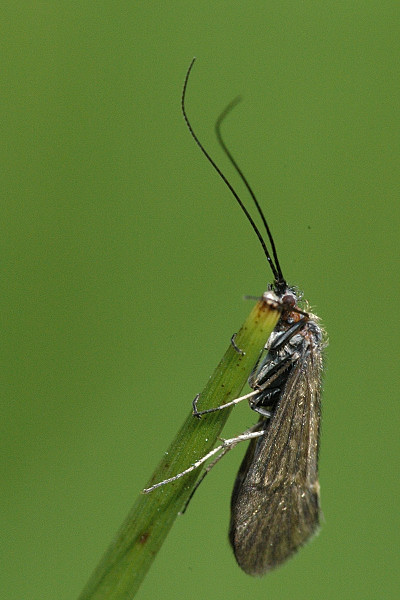
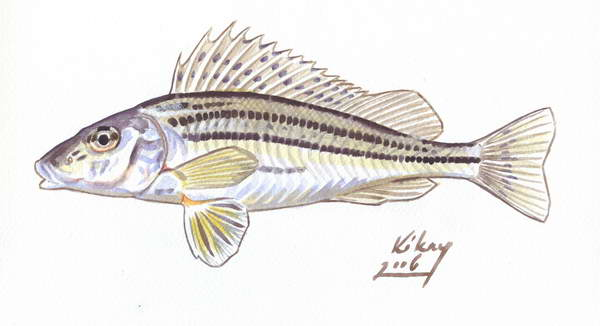
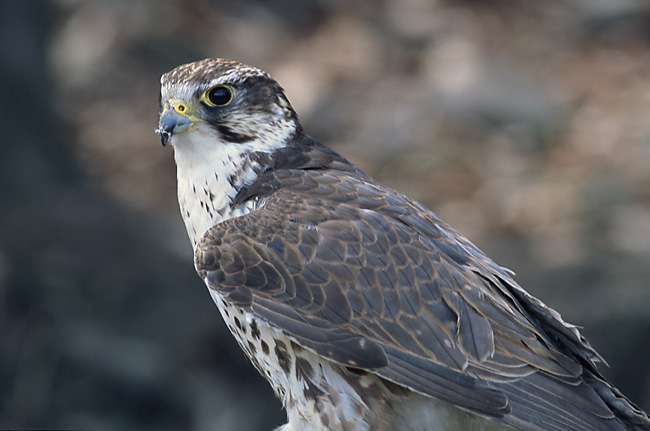
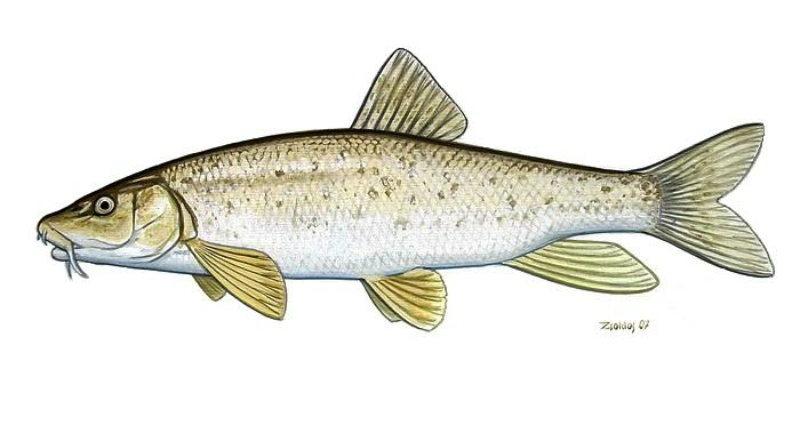
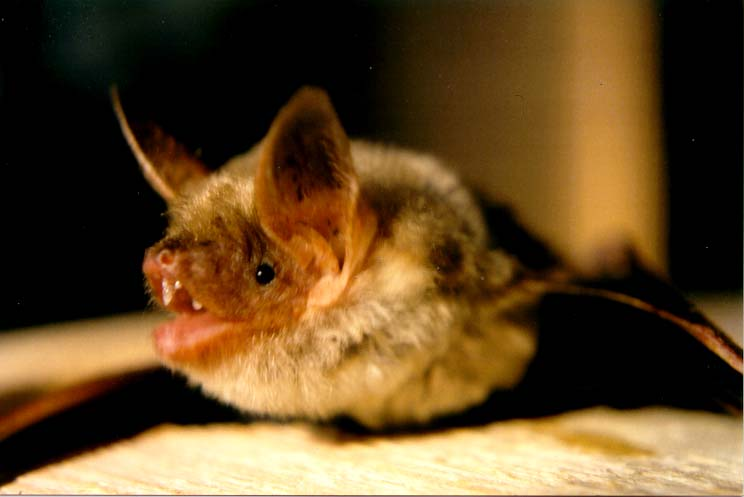
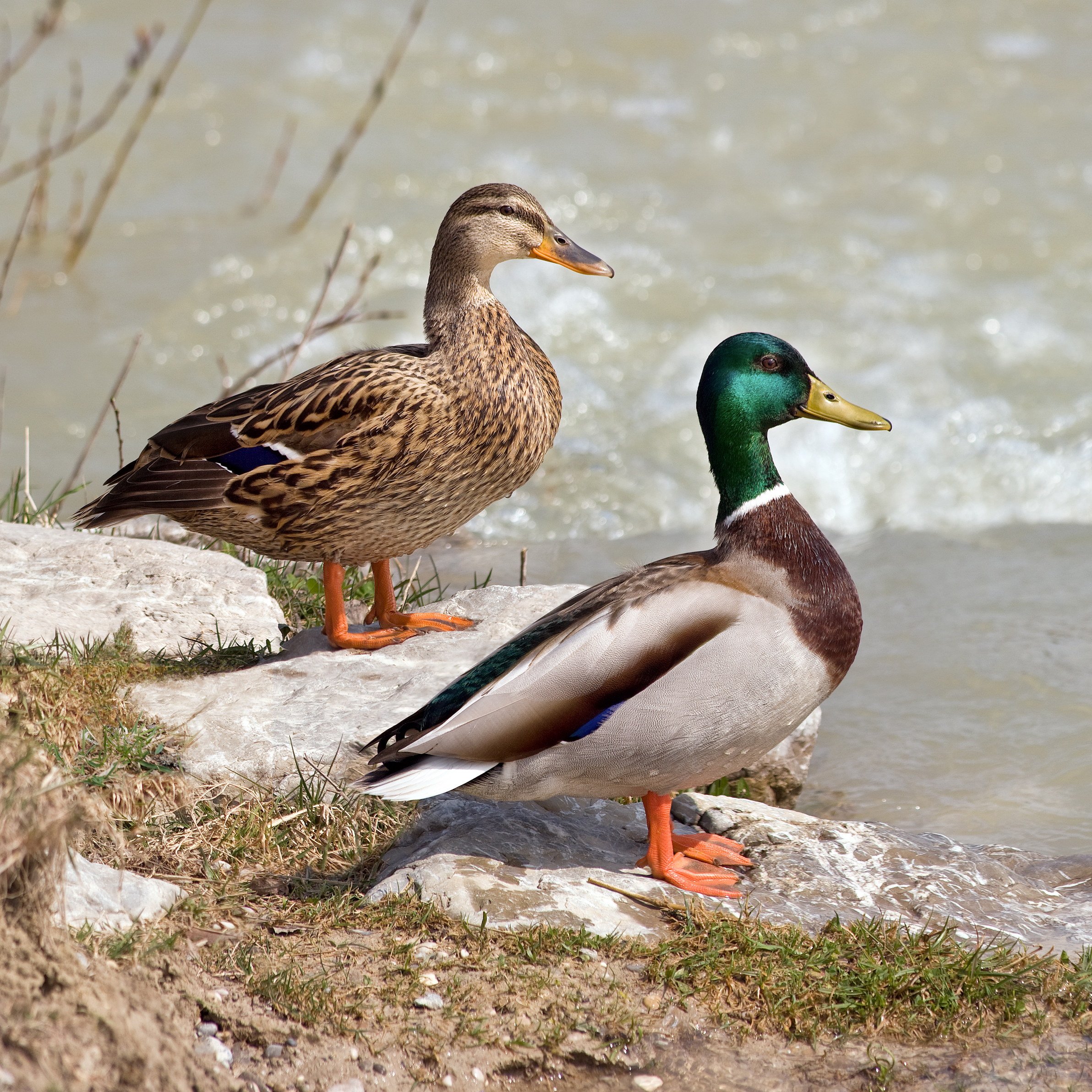
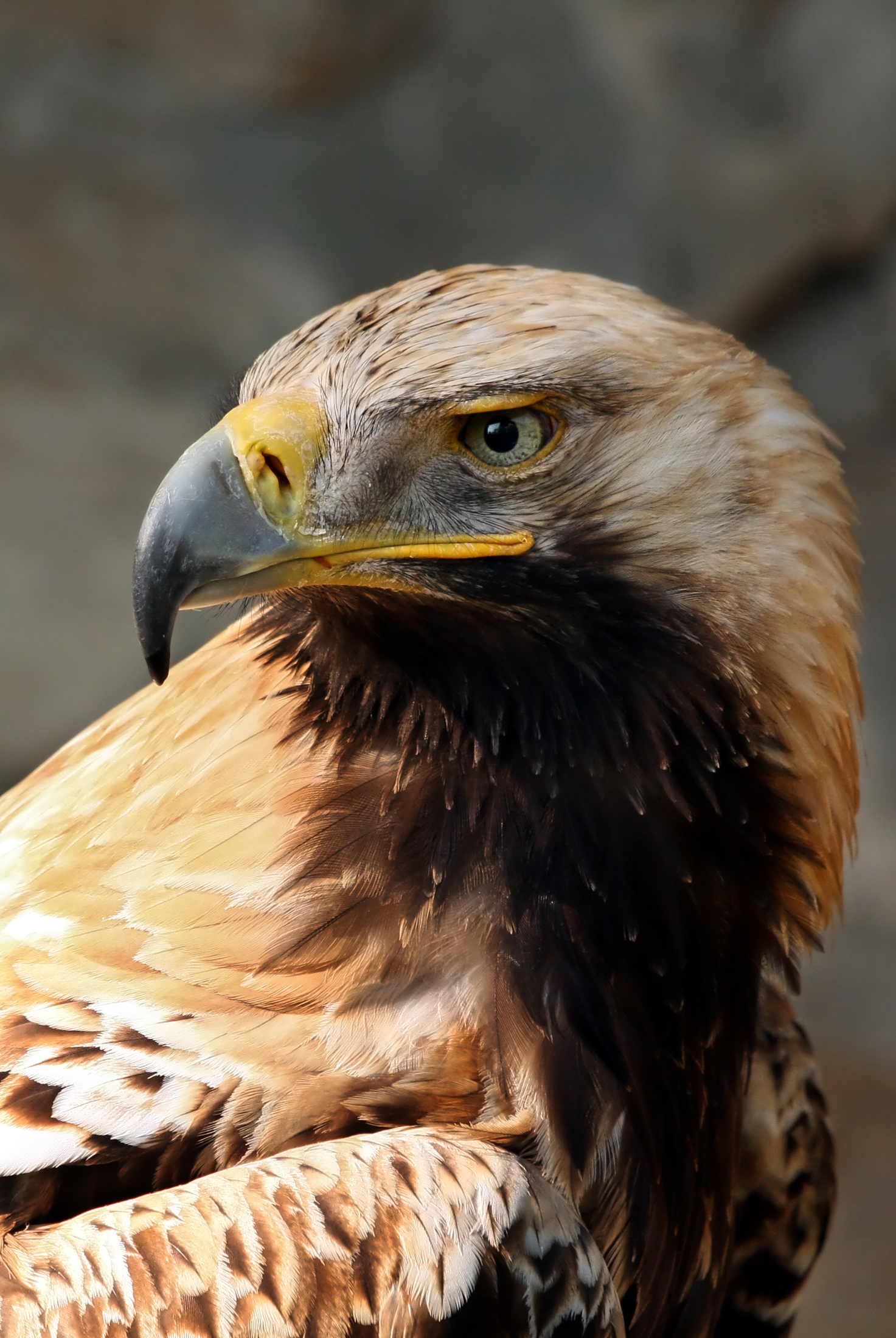
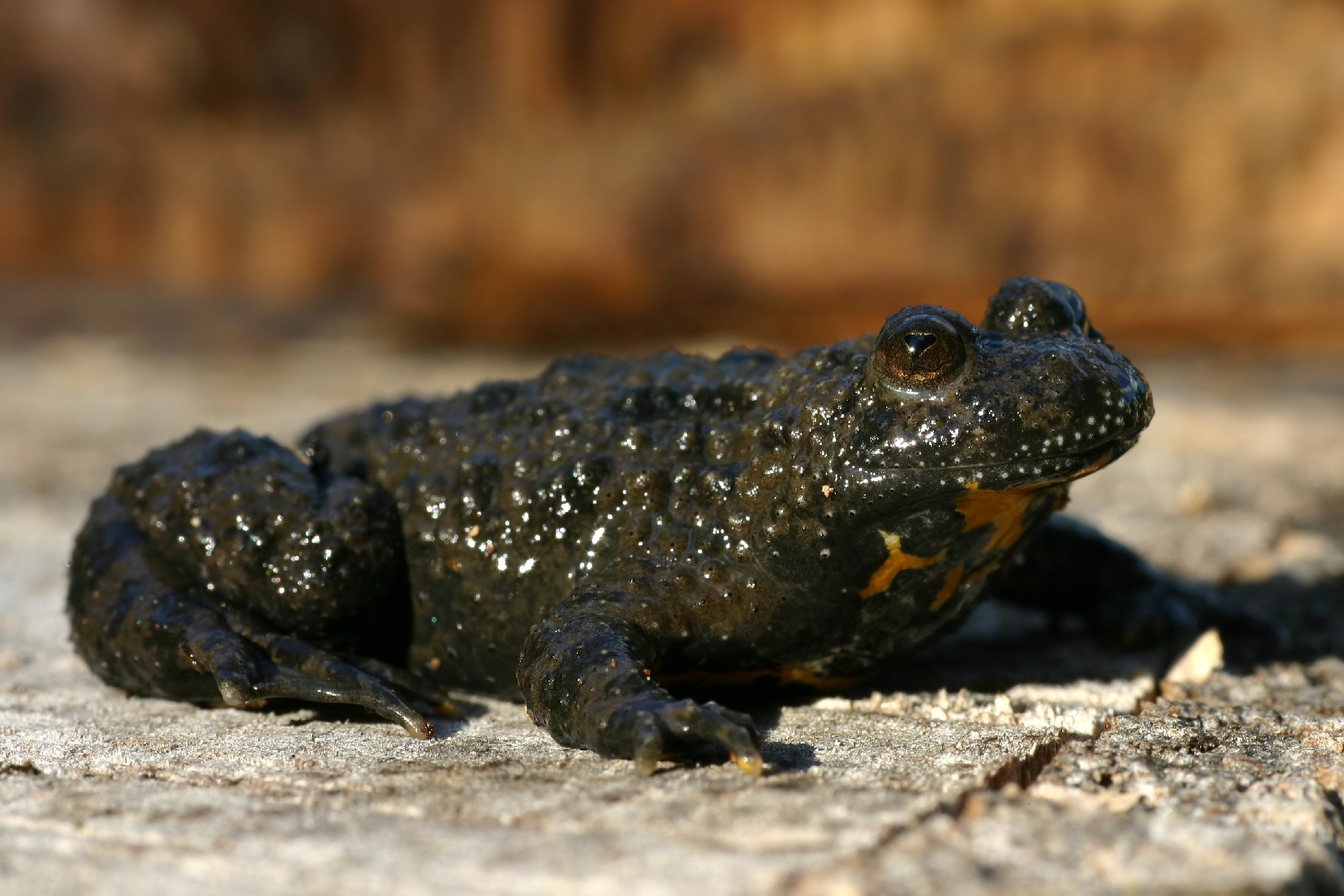
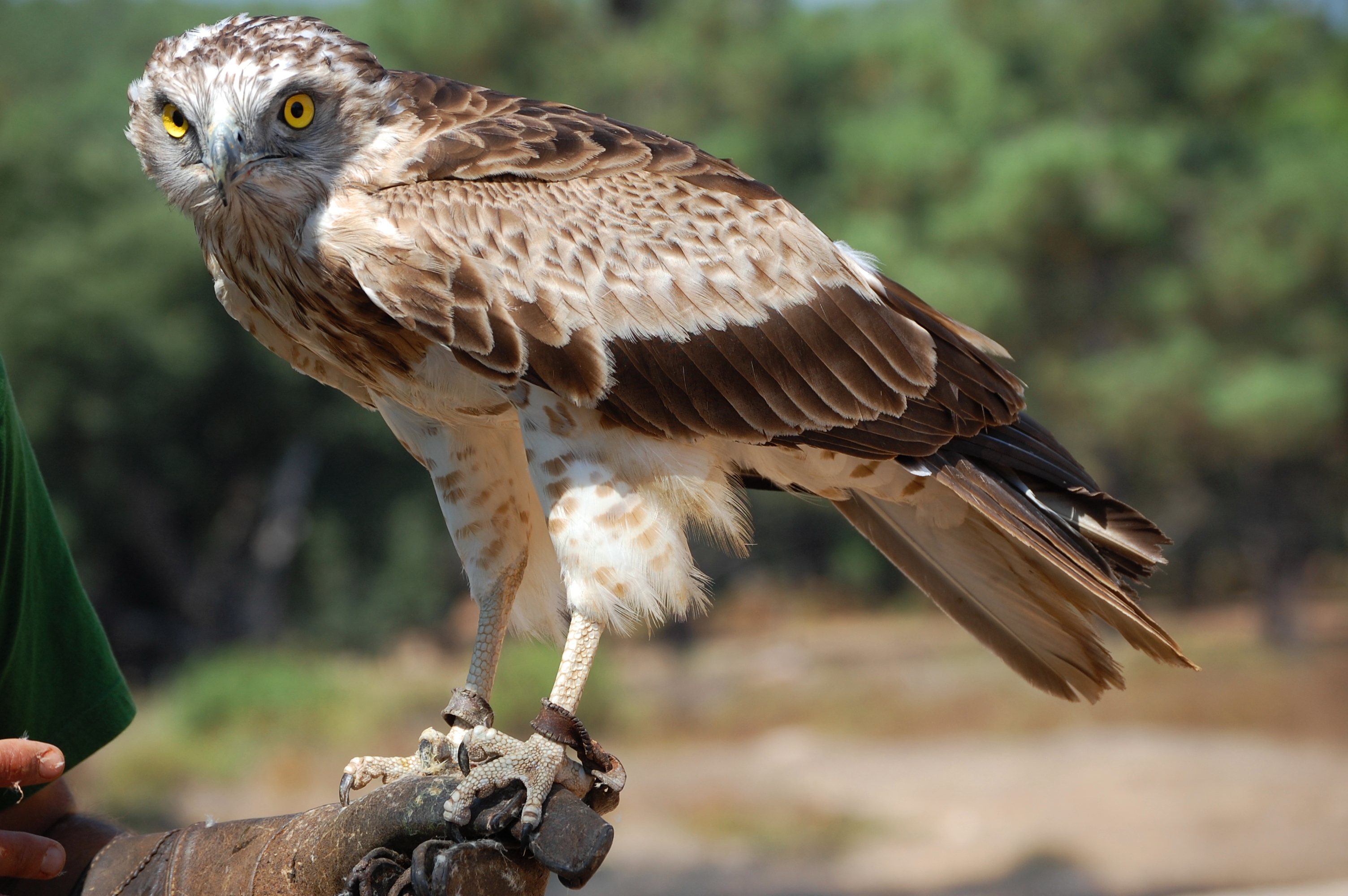
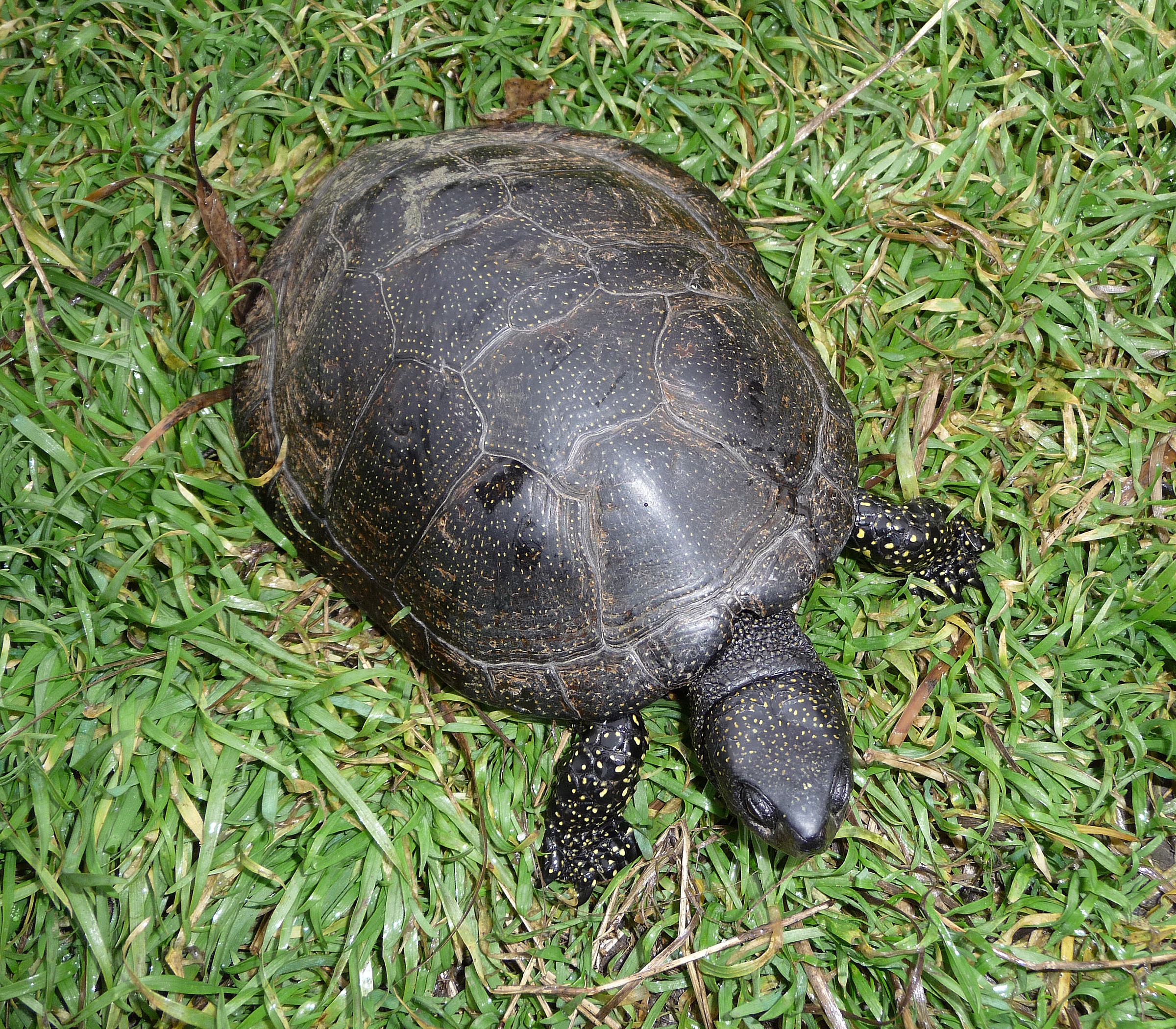